# ايلغن (كورنوال)
ايلغن (بالإنجليزية: Illogan)‏ هي قرية و أبرشية مدنية تقع في المملكة المتحدة في إنجلترا. يقدر عدد سكانها بـ 5,404 نسمة .

## أعلام
- ديريك هولمان